# Hymenia perspectalis
Hymenia perspectalis là một loài bướm đêm trong họ Crambidae.

## Hình ảnh

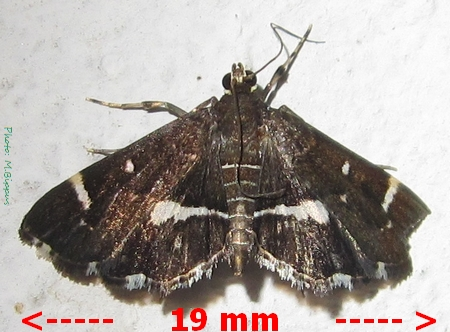
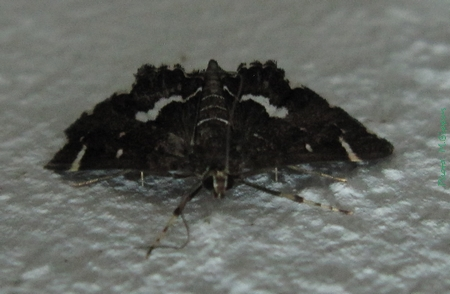